# Metcatinone
Metcatinone (Α-metil amino-propiofenone o efedrone), a volte chiamato come "jeff", "erba gatta" o "intash", è un monoamino alcaloide con effetti psicoattivi e stimolanti, molto simile al catinone. È usato come una sostanza ricreativa a causa del suo potente effetto stimolante ed euforico. Ha formula chimica C10H13NO ed chimicamente simile alla metanfetamina e alla anfetamina.
Di solito viene inalato, ma può essere fumato, iniettato o assunto per via orale.
Il metcatinone è inserito nell'elenco delle sostanze psicotrope negli Stati Uniti e non ha un uso medico approvato. Il possesso e lo spaccio di metcatinone ai fini del consumo personale è illegale in tutti gli Stati Uniti. Esso può causare tossicodipendenza sia fisica che psicologica; l'alto dosaggio può comportare come effetti collaterali confusione mentale, paranoia e una lieve psicosi.
Methcathinone è stato sintetizzato per la prima volta nel 1928 negli Stati Uniti ed è stato brevettato da Parke Davis nel 1957. È stato usato nell'Unione Sovietica negli anni '30 e '40 come antidepressivo (sotto il nome di Эфедрон - efedrone).
Intorno al 1994, il governo degli Stati Uniti raccomandò al Segretario Generale delle Nazioni Unite che il metcatinone fosse elencato come sostanza controllata dal programma nella convenzione sulle sostanze psicotrope.